# Leslie Godfree
Leslie Allison Godfree (Brighton, 27 aprile 1885 – Richmond, 17 novembre 1971) è stato un tennista britannico.

## Biografia
Ha partecipato alla prima guerra mondiale con la Royal Field Artillery dell'esercito britannico raggiungendo il grado di capitano.
Ha avuto l'onore di inaugurare il Centre Court a Wimbledon nel 1922 servendo la prima pallina, si è sposato con la collega Kitty McKane nel 1926.

## Carriera
Ha ottenuto i risultati migliori nel doppio, in questa disciplina è riuscito a vincere il Torneo di Wimbledon 1923 insieme a Randolph Lycett. L'anno successivo ha partecipato alle Olimpiadi di Parigi avanzando fino ai quarti di finale in coppia con Phyllis Covell mentre nel 1926 ha vinto Wimbledon nel doppio misto in coppia con la moglie Kitty McKane, sono l'unica coppia sposata ad aver trionfato ai Championships.
Tra il 1923 e il 1927 ha fatto parte della squadra britannica di Coppa Davis vincendo sei incontri e perdendone cinque, tutti nel doppio.

## Statistiche

### Finali nei tornei del Grande Slam

#### Doppio

##### Vittorie (1)
| Anno | Torneo                      | Compagno        | Avversari in finale             | Punteggio          |
| 1923 | Torneo di Wimbledon, Londra | Randolph Lycett | Manuel de Gomar Eduardo Flaquer | 6–3, 6–4, 3–6, 6–3 |

#### Doppio misto

##### Vittorie (1)
| Anno | Torneo                      | Compagna      | Avversari in finale               | Punteggio |
| 1926 | Torneo di Wimbledon, Londra | Kitty Godfree | Mary Kendall Browne Howard Kinsey | 6–3, 6–4  |

##### Finali perse (2)
| Anno | Torneo                      | Compagna                | Avversari in finale         | Punteggio     |
| 1924 | Torneo di Wimbledon, Londra | Dorothy Shepherd-Barron | Kitty McKane John Gilbert   | 3–6, 6–3, 3–6 |
| 1927 | Torneo di Wimbledon, Londra | Kitty Godfree           | Elizabeth Ryan Frank Hunter | 6–8, 0–6      |